# Styphelia viridis
Styphelia viridis är en ljungväxtart. Styphelia viridis ingår i släktet Styphelia och familjen ljungväxter.

## Underarter
Arten delas in i följande underarter:
- S. v. breviflora
- S. v. viridis